# ديمتري بولجاكوف
ديمتري فيتاليفيتش بولجاكوف (بالروسية: Дмитрий Витальевич Булгаков؛ من مواليد 20 أكتوبر 1954) هو قائد عسكري روسي، متخصص في مجال الدعم اللوجستي للقوات المسلحة. كان نائب وزير الدفاع في الاتحاد الروسي اعتبارًا من 2 ديسمبر 2008. وكان جنرالًا في الجيش اعتبارًا من عام 2011، وحصل على لقب بطل الاتحاد الروسي في عام 2016.
في سبتمبر 2022، وبسبب المشاكل اللوجستية الواسعة النطاق التي واجهها الجيش الروسي في غزو أوكرانيا، فصل وحل محله الجنرال ميخائيل ميزينتسيف.

## سيرة شخصية
ولد دميتري بولجاكوف في 20 أكتوبر 1954.
التحق بوجلجاكوف بالجيش عام 1972 ودرس في مدرسة فولسك العسكرية العليا للوجستيات التي سميت على اسم لينين راية كومسومول الحمراء بين عامي 1972 و1976. وتخرج من الأكاديمية اللوجستية العسكرية والنقل بين عامي 1982 و1984. وفي عام 1992، أصبح لواءً. . درس بولجاكوف أيضًا في الأكاديمية العسكرية في هيئة الأركان العامة للقوات المسلحة الروسية بين عامي 1994 و1996. وفي عام 1996، تمت ترقيته إلى رتبة فريق.
بين عامي 1996 و1997، شغل منصب رئيس مستودع المواد الغذائية، ورئيس قسم التخزين، ونائب قائد فوج اتصالات منفصل للخدمات اللوجستية، ونائب قائد اللواء للخدمات اللوجستية، ونائب قائد فرقة بندقية آلية للخدمات اللوجستية، ونائب رئيس الأركان. الخدمات اللوجستية لمنطقة ترانس بايكال العسكرية ورئيس الأركان اللوجستية لمنطقة موسكو العسكرية.
ومن عام 1997 إلى عام 2008، شغل منصب رئيس أركان الخدمات اللوجستية للقوات المسلحة الروسية. أصبح بولجاكوف عقيدًا جنرالًا في عام 2008. وفي الفترة من 2 ديسمبر 2008 إلى 27 يوليو 2010، أصبح بولجاكوف رئيسًا للوجستيات في القوات المسلحة، ونائب وزير الدفاع. تمت ترقيته منذ 27 يوليو 2010 إلى منصب نائب وزير الدفاع. بولجاكوف يشرف على الدعم اللوجستي للقوات المسلحة الروسية. في 23 فبراير 2011، مُنح بولجاكوف الرتبة العسكرية لجنرال بالجيش بموجب مرسوم من رئيس روسيا.
ومن عام 2015 إلى عام 2017، كان بولجاكوف مسؤولاً عن القضايا المتعلقة ببناء خط للسكك الحديدية يتجاوز أوكرانيا. ومنذ بداية التدخل العسكري الروسي في الحرب الأهلية السورية في سبتمبر 2015، كان مسؤولاً عن إمداد القوات الروسية المتمركزة في سوريا.
للشجاعة والبطولة التي ظهرت في أداء الواجب العسكري، في مايو 2016، مُنح بولجاكوف لقب بطل الاتحاد الروسي. في عام 2019، قاد بولجاكوف المجموعة التشغيلية التابعة لوزارة الدفاع الروسية لإطفاء حرائق الغابات. في كراسنويارسك كراي، مقاطعة إركوتسك، بورياتيا، زبايكالسكي كراي، وياقوتيا. في 7 أكتوبر 2020، دخل شخصيًا، كجزء من طاقم SPM، إلى منطقة مستودع ذخيرة محترق في مقاطعة ريازان.
في 24 سبتمبر 2022، أعلنت وزارة الدفاع الروسية إقالة بولجاكوف من منصب نائب وزير الدفاع المسؤول عن الشؤون اللوجستية، وهي خطوة يُنظر إليها على نطاق واسع على أنها عقاب على الإخفاقات في الغزو الروسي لأوكرانيا.

## العقوبات
وفي سبتمبر 2015، إدرج بولجاكوف على قائمة العقوبات أثناء التدخل العسكري لأوكرانيا.
فرضتها حكومة المملكة المتحدة على العقوبات في عام 2022 فيما يتعلق بالحرب الروسية الأوكرانية.

## الجوائز
بطل الاتحاد الروسي (2016)
دكتوراه في العلوم الاقتصادية

## تعليم
وهو عضو في أكاديمية العلوم العسكرية الروسية، والعضو المراسل في أكاديمية العلوم الإنسانية، وأستاذ في أكاديمية مشاكل الأمن والدفاع وإنفاذ القانون.